# IC 1474
IC 1474 ist eine Spiralgalaxie vom Hubble-Typ Sc im Sternbild Fische auf der Ekliptik. Sie ist schätzungsweise 163 Millionen Lichtjahre von der Milchstraße entfernt.
Das Objekt wurde am 6. Oktober 1891 von Rudolf Spitaler entdeckt.